# Винковачке јесени
У Винковцима, највећем граду југоисточне Славоније и Вуковарско-сријемске жупаније, већ више од три и по деценије одржавају се у септембру Винковачке јесени. Винковачке јесени највећа су и најпознатија фолклорна, културна, привредна и туристичка манифестација не само Винковаца и околине, већ Славоније, Барање и западног Срема, па чак континенталне Хрватске у целини. На манифестацији учествују фоклорне групе из различитих делова Хрватске, дијаспоре и других земаља Европе и Америке.
Прве Винковачке јесени одржане су у септембру 1966. године. У почетку била је то локална смотра изворног славонског фолклора на којој су наступале фолклорне групе из околине Винковаца, а потом и Славоније и Барање.
Године 1970. уз споменуте групе на Смотри учествују и група Градишћанских Хрвата и Русина и Украјинаца из Петроваца. Касније се на Смотри појављују фолклорне групе из разних делова бивше Југославије, Аустрије, Мађарске, Пољске, Словачке, Румуније, Француске, Шведске и САД.
Од 1977. године Винковачке јесени су смотра изворног фоклора народа и народности Хрватске, а од 1990. године смотра изворног хрватског фоклора на којој наступају и фоклорне групе из дијаспоре.
Свечаном отворењу Јесени претходе Фолклорне вечери. Оне се одржавају неколико вечери пре свечаног отворења Јесени и на њима наступају фоклорне групе из околине Винковаца, а од 1993. године из Вуковарско-сријемске жупаније.
Од осамдесетих година фоклорне вечери имају такмичарски карактер, а најбоље групе стичу право наступа на Међународној смотри фолклора у Загребу и Ђаковачким везовима.
Свечаност отворења догађа се на отвореној позорници на средишњем градском тргу или покрај Босута са програмом којем је извориште и надахнуће Славонија и Шокадија — њени обичаји и хрватска традиција. У програму учествују популарни хрватски глумци, тамбурашке групе и певачи класичне, забавне и народне музике. На тим приредбама високог културно-уметничког и забавног нивоа окупи се више хиљада житеља града на Босуту, Жупаније и гостију из разних делова Хрватске у иностранства. Сваку приредбу директно преноси ХРТ.
Једна од најзанимљивијих приредби Винковачких јесени су Шокачки дивани, настали као приредба која има за циљ дочарати изворни говор, игре и забаву односно дух и менталитет Шокца, Славонца и обновити некадашње диване. У склопу Винковачких јесени одржавају се од 1974. године најчешће у неком од насеља винковачке околине.
Мимоход учесника Смотре фоклора улицама Винковаца празник је за очи и уши. Колона свих учесника, након свечане мисе у Цркви Св. Еузебиа и Полиона дугачка неколико километара креће се према стадиону НК Цибалије, задржавајући се кратко испред главне позорнице на отвореном. Више десетина хиљада гледалаца који испуне улице и средишњи градски трг, могу уживати у лепоти народних ношњи и звуцима фоклорних група из Мађарске, Украјине, Пољске, Словачке, Француске, Шведске и других земаља који као гости учествују на Јесенима. Смотра фолкора са мимоходом свих учесника и представљањем коњских запрега најатрактивнија је и најпосећенија приредба Винковачких јесени. Са почетних двадесетак изворних група и 700 извођача Смотра фоклора данас окупља преко седамдесет група са око 3.000 извођача. Посебан интересе на Мимоходу и Смотри изазива појава и наступ коњских запрега. Клопарају градским улицама и трговима уређене коњске запреге. Посебно су лепе и занимљиве сватовске. За Шокца, Славонца, коњи и запреге због некадашњег начина живота имају посебно, готово митско значење. Отуда и велика љубав и пажња према тим племенитим животињама којих је све мање.
Иако деца на Јесенима учествују од самог почетка, 1970. године настају Мале винковачке јесени, које 1971. године прерастају у Дечје јесени.
Спортска такмичења, цртање на плочнику и паноима, наступи дечјих зборова, фоклорних и плесних друштава, литерата, рецитатора и дечји корзо део су садржаја организованих на Дечјим јесенима.
Уз споменуте традиционалне приредбе и манифестације, на Јесенима се одржавао и низ других приредби културног, друштвеног и спортског садржаја. У данима Јесени у граду се одржавају ликовне изложбе, књижевне вечери, концерти, научни и стручни скупови, друштвена саветовања и изложбе, промоције књига, спортска такмичења и друго. Винковачке јесени славе, чувају, негују и показују изворно народно благо, културу и обичаје, славонске, хрватске, али и припадника других народа као што су наши драги и уважени гости.